# アッシジの聖フランチェスコの幻視
『アッシジの聖フランチェスコの幻視』（アッシジのせいフランチェスコのげんし、西: Visión de san Francisco de Asís、英: Vision of Saint Francis of Assisi) は、スペインのバロック絵画の巨匠ホセ・デ・リベーラが1636-1638年にキャンバス上に油彩で制作した絵画である。「Josephf...de Ribera Hispanus / Setaban...faciebat Partenop (ホセ・デ・リベーラ (母国) スペイン/ (生地) ハティバ 制作活動地ナポリ)」という画家の書き込みが記されている。作品はスペイン王室のコレクションに由来し、現在、マドリードのプラド美術館に所蔵されている。

## 作品

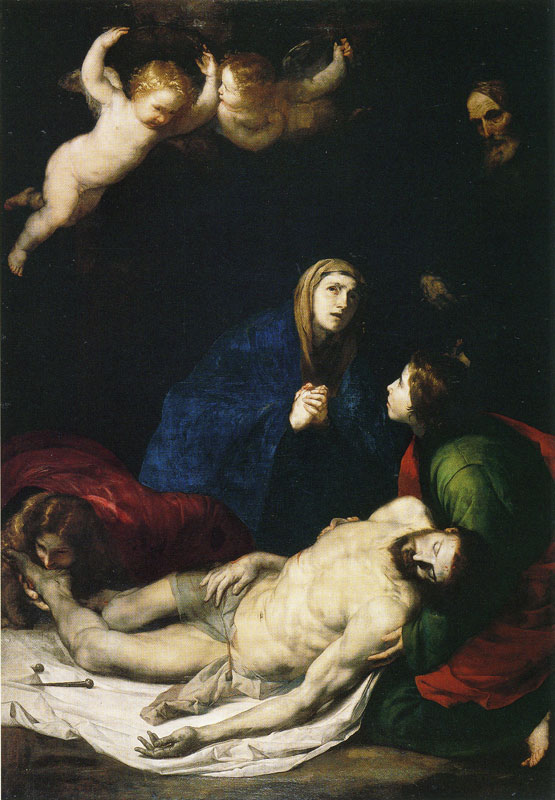
リベーラ『ピエタ (ナポリ)』 (1637年)、サン・マルティーノ美術館、ナポリ

この作品の制作年代については議論が絶えず、1630-1632年の制作とする研究者もいるが、画中の天使像が1637年の『ピエタ (ナポリ)』 (サン・マルティーノ美術館、ナポリ) の天使にきわめて類似していることから、1636-1638年の制作と見られる。この時期はリベーラの円熟期である。
主題の聖フランチェスコは1181年にアッシジに生まれた。もともと裕福な商人の息子であったが、財産の相続を放棄し、信仰の道に入った。1224年、彼は聖痕を受ける奇跡を経験し、イエス・キリストと同じ傷を持った。
聖フランチェスコの幻視の逸話は、ヤコブス・デ・ウォラギネの『黄金伝説 (聖人伝)』から採られている。それによると、聖フランチェスコは司祭としての叙階を受けるべきかに悩み、何度かそれを望みながらも自身はその栄誉に値しないと信じていた時、天使が現れた。天使は透明な水で満たされたガラスのフラスコを抱え、フランチェスコに「よいか、フランチェスコ、キリストの肉体と血を聖別せんと欲するものは、この水のように純粋でなければならない」という。これを聞いて、謙虚な聖フランチェスコは自身がそうした完全性に到達することはないと考え、司祭職につくことを諦めた。石の上に置かれた髑髏と鞭は、悔悛と謙虚さを象徴する。
対抗宗教改革時代の心理と合致するこの主題は17世紀に人気を博し、とりわけ司祭になることを希望する者に好まれた。また、バロック期の画家たちの想像力も掻き立てた。本作は、リベーラの優れた様式を検討するのに最適の作品である。物質の細部を正確に描き出す技術、光と影の効果的な対比、力強い量感表現、対話を描き出す鋭敏な感覚、ドラマの迫真性、抑制された色数を要とする色調、そして表面の描き分けに対するこだわりなどが余すところなく示されている。